# Johanniterorden
För andra betydelser, se Johanniterorden (olika betydelser).

Insignier till Johanniterorden.

Johanniterorden är världens äldsta ännu existerande andliga riddarorden. Den är uppkallad efter Johannes Döparen, johanniternas skyddshelgon. Orden grundades under korstågen och dess främsta uppgift var att skydda pilgrimerna och försvara Det heliga landet. Efter Jerusalems erövring, spreds medlemmarna till Cypern, Rhodos och Malta.
Orden är idag uppdelad i en katolsk gren, Malteserorden, och en evangelisk gren bestående av det så kallade Balliet Brandenburg i Tyskland samt de självständiga ordnarna Johanniterorden i Sverige och Johanniterorden i Nederländerna. Till dessa kommer den huvudsakligen protestantiska Brittiska Johanniterorden (Order of St. John) vilken sprungit ur ett försök att återuppliva Johanniterordens brittiska storpriorat. Balliet Brandenburg har i sin tur fyra självständiga kommanderier (ridderskap) i Finland, Frankrike, Schweiz och Ungern samt subkommanderier i ytterligare tolv länder.
De fyra protestantiska ordnarna är medlemmar av Johanniteralliansen. Malteserorden och ordnarna inom Johanniteralliansen erkänner varandra ömsesidigt som stammande från samma rot med Malteserorden som den ursprungliga grenen.